# 18562 Ellenkey
18562 Ellenkey è un asteroide della fascia principale. Scoperto nel 1997, presenta un'orbita caratterizzata da un semiasse maggiore pari a 3,2046027 UA e da un'eccentricità di 0,0938360, inclinata di 1,59790° rispetto all'eclittica.